# Sozialdemokratischer Pressedienst
Der Sozialdemokratische Pressedienst war von 1924 bis 1933 und von 1946 bis 1995 die Nachrichtenagentur der Sozialdemokratischen Partei Deutschlands. Er lieferte täglich Informationen sowie Meinungen mittels verschiedener journalistischer Darstellungsformen vorwiegend an parteinahe Medien. Dazu zählten in Spitzenzeiten über 200 parteieigene Zeitungen sowie 30 Druckereien und 26 Verlage. Die Ausgaben des Pressedienstes repräsentieren ein Standardinstrument der politischen Kommunikation und über einen Zeitraum von mehreren Jahrzehnten das einzige authentische Sprachrohr des SPD-Parteivorstands.

## Geschichte
Die sozialdemokratische Bewegung in Deutschland nutzte schon vor Gründung der SPD (1863) Zeitungen und Zeitschriften als wichtige Instrumente der Meinungsbildung. Zu den bekanntesten zählten die Neue Rheinische Zeitung (1848), die Urwähler-Zeitung (1849), der Social-Demokrat (1865), der Volksstaat (1869), das Demokratische Wochenblatt (1869). Bis zum Gothaer Einigungskongress (1875) verfügten die Sozialisten über 23 politische Organe. Davon wurden elf bereits als genuine Lokalzeitung herausgegeben, hauptsächlich im mittel- und süddeutschen Raum.
Am 1. Oktober 1876 erschien erstmals der Vorwärts. Zwei Jahre später zählten zur sozialdemokratischen Presse 42 Organe. Obwohl im Gothaer Programm angestrebt, existierte keine zentrale Aufsicht über die Zeitungen der Partei. Hierzu schrieb Friedrich Engels am 19. November 1892 an August Bebel:

„Ihr müsst absolut eine Presse in der Partei haben, die vom Vorstand und selbst Parteitag nicht direkt abhängig ist, das heißt die in der Lage ist, innerhalb des Programms und der angenommenen Taktik gegen einzelne Parteischritte ungeniert Opposition zu machen und innerhalb der Grenzen des Parteistandes auch Programm und Taktik der Kritik zu unterwerfen. Eine solche Presse solltet Ihr als Parteivorstand begünstigen, ja hervorrufen, dann habt Ihr immer noch mehr moralischen Einfluss auf sie, als wenn sie halb gegen Euren Willen entsteht.“

Grundsätzlich war eine Zentralaufsicht über die Parteipresse auch gar nicht möglich, da die preußische Vereinsgesetzgebung in anderen Gliedstaaten des Deutschen Reichs keine Anwendung fand beziehungsweise bis 1908 eine Verbindung auf nationaler Ebene nicht erlaubte. Mit dem Gesetz gegen die gemeingefährlichen Bestrebungen der Sozialdemokratie wurde im Oktober 1878 die politisch linke Presse verboten. Die Aufhebung des sogenannten Sozialistengesetzes erfolgte erst am 25. Januar 1890. Im direkten Anschluss legte die SPD den Grundstein für ihr heutiges Presseimperium. Rückblickend merkte dazu die ehemalige SPD-Schatzmeisterin Inge Wettig-Danielmeier an:

„Die SPD hat nicht gleich wieder Fuß fassen können. Die Wirte haben ihr keine Versammlungsräume zur Verfügung gestellt, die Druckereien haben die Flugblätter nicht gedruckt, die Zeitungen haben nicht das gebracht, was die SPD gern verbreitet gehabt hätte. Und selbst Bücher konnte man nicht überall kaufen, die man gebraucht hätte.“

Spätestens zu Beginn des 20. Jahrhunderts war die sozialdemokratische Presse straff organisiert. Das heißt, die lokalen Zeitungen waren niemals unabhängig. Um die Redaktionen auf eine einheitliche Linie zu bringen, erfolgten Zeitungsgründungen bereits nach 1875 nur mit Zustimmung des Parteivorstands. Darüber hinaus unterbanden die Leitungsorgane ein zu starkes Eigenleben der lokalen Zeitungen, indem sie über Darlehensgewährungen und finanzielle Zuschüsse Druck ausübten. Von Anbeginn war ohne finanzielle Unterstützung vielerorts eine politische Pressearbeit überhaupt nicht realisierbar.
Auf dem 18. Reichsparteitag der SPD (1907) beschlossen die Delegierten schließlich die Gründung einer „Zentralstelle für die Presse“, welche „die tägliche Zustellung wichtiger politischer Nachrichten an die Provinzpresse“ übernehmen sollte. Dieses Sozialdemokratische Pressebureau nahm am 15. Juli 1908 in Berlin seine Tätigkeit auf. Besondere Schwerpunkte bildeten die „Übermittlung wichtiger, parlamentarischer Anträge und Gesetzesentwürfe“ an alle sozialdemokratischen Zeitungen, die „Zurückweisung und Berichtigung von Angriffen oder Verleumdungen gegen die Partei oder Parteigenossen“ sowie die Berichterstattung über die Arbeit der Partei- und Reichstagsfraktion.
Bis zum Vorabend des Ersten Weltkriegs konnte die SPD die Anzahl ihrer Zeitungen auf 94 steigern, mit einer Gesamtauflage von rund 1,5 Millionen Exemplaren. Im Zuge der Burgfriedenspolitik stellte die SPD-Presse die öffentliche Auseinandersetzung mit der Regierung ein und übte Selbstzensur. In der Folge verlor die Partei bis März 1916 insgesamt 64 % ihrer Mitglieder und die SPD-Zeitungen 46 % ihrer Abonnenten. Damit begann die Spaltung der Arbeiterbewegung in revolutionäre und reformistische Sozialisten, Kommunisten und Sozialdemokraten (SPD, SAG, MSPD, USPD, KPD etc.).

### Weimarer Republik
Mit Ausrufung der Republik in Deutschland setzte sich die SPD an die Spitze des neuen Staates. Fortan stellte sie nicht mehr die Stimme der Opposition dar, sondern war Stütze der Regierung. Dementsprechend entwickelten sich die sozialdemokratischen Zeitungen zu einem einflussreichen Meinungs- und Machtfaktor. Bis zum Jahr 1923 stieg die Anzahl der SPD-Parteiblätter auf 187 und bis zum Jahr 1929 auf 203. Schon Mitte Dezember 1918 hatte der Vollzugsrat der Arbeiter- und Soldatenräte zur Durchsetzung eines klaren Meinungsjournalismus seine verschiedenen Presseabteilungen zu einem Pressedienst vereinigt, unter der Leitung von Felix Stroessinger und Paul Scholze.
Von diesem Nachrichtendienst grenzte sich die SPD ab. Zunächst entstand 1920 das „Büro Braun“ um die Reichstagsabgeordneten Adolf Braun und Wilhelm Sollmann, zu denen bald Erich Alfringhaus stieß. Zunächst versorgte dieser Korrespondenzdienst nur fünf bis zehn Zeitungen per Brief und Telefon mit Nachrichten und Leitartikel (Meinungsstücke) aus dem Reichstag, Preußischen Landtag und Berliner Stadtverordnetenversammlung. Der Ausbau als Agentur wurde vor allem von Sollmann und Alfringhaus vorangetrieben, die die Entwicklungsperspektiven trotz miserabler Finanzlage der Presse in der Inflationszeit optimistisch beurteilten, während Braun das nach ihm benannte Büro unter Protest verließ. Im November 1921 beschloss eine Konferenz der Geschäftsführer der Parteipresse und der Vorsitzenden der Pressekommission, eine Sozialdemokratische Parlamentsdienst GmbH zu gründen. Unter diesem Namen firmierte die Korrespondenz von 1921 bis 1924. In Reaktion auf den Ende 1923 abgewendeten Zusammenbruch der Weimarer Republik konstituierte die SPD ihren Dienst neu und ging am 2. November 1924 mit dem Sozialdemokratischen Pressedienst an den Start. Als Geschäftsräume erwarb die Partei die Grundstücke am Belle-Alliance-Platz 7–8. Neuer Chefredakteur wurde Erich Alfringhaus.
Der Dienst beteiligte sich am innerdeutschen Presserundfunk über Langwelle (Sender Königs Wusterhausen), über den aktuelle Nachrichten an abonnierende Zeitungsverlage verlesen wurden. Der SPD erhielt im Juli 1924 als dritte deutsche Agentur eine Zulassung als Sonderfunkdienst, wobei er sich die Sendeplätze mit der konservativen Telegraphen-Union teilen musste, was in den folgenden Jahren zu Konflikten führen sollte. Der Radioservice begann versuchsweise am 10. Juli und regelmäßig ab 16. Juli 1924.
War zuvor die Berichterstattung für die sozialdemokratische Presse auf Klassenkampf gerichtet, so bildete nun die eigene Regierungspolitik mit allen staatlichen Themen den Schwerpunkt der Nachrichten. Mit dem Sozialdemokratischen Pressedienst entstand ein effizienter Apparat, der jeden Werktag den parteinahen Tageszeitungen auf bis zu 20 Druckbögen Berichte und Analysen lieferte. Dem Pressedienst lag ab 1925 eine eigenständige Beilage „Deutscher Reichstag“ bei, welche die Redebeiträge von Abgeordneten zusammenfasste. Diese „Reichstagsstimmungsbilder“ schrieb Eugen Prager.
Auch zu dieser Zeit sind die sozialdemokratischen Zeitungen alles andere als Plattformen der Meinungsvielfalt gewesen. Von den damals rund 200 Tageszeitungen waren ein Drittel Kopfblätter, das heißt inhaltlich identische, aber unter anderem Namen erscheinende Lokal- und Regionalausgaben. Die anderen zwei Drittel unterlagen ebenfalls einer strikten Uniformität, denn für nahezu alle Provinzzeitungen war der parteiamtliche Sozialdemokratische Pressedienst die wichtigste und einzige Informationsquelle. Walther Victor, damals Redakteur der SPD-Lokalblätter Hamburger Echo und Sächsisches Volksblatt, hielt rückblickend fest:

„Wenn man morgens die Redaktion betrat, lag ein dicker Expressbrief aus Berlin da, der ein komplettes Tageblatt in Korrespondenzform enthielt. Die Angst davor, dass irgendeiner im Lande draußen etwa eine eigene Meinung haben könnte, führte zu der grotesken Erscheinung, dass hunderte von sozialdemokratischen Blättern nicht nur dieselben Leitartikel, sondern auch dieselben Unterhaltungsbeiträge, ja sogar dieselben Buchkritiken enthielten. Die Meinungsfabrik der Partei funktionierte, übrigens genauso in der kommunistischen Presse, vorzüglich. […]“

Victor zählte zum linken Flügel, welcher der Parteileitung Demokratiedefizite vorwarf. Diese erheblichen Differenzen über die innerparteiliche Meinungslenkung führten im Oktober 1931 zu einer weiteren Spaltung der SPD und zur Gründung der SAPD. Noch alarmierender war der Wechsel ehemaliger SPD-Wähler zur NSDAP. Allein bei den Landtagswahlen in Sachsen im Mai 1929 gaben bereits rund 60.000 vormals sozialdemokratische Stammwähler ihre Stimme der NSDAP. Eine wesentliche Ursache für die Stimmverluste der SPD waren die Ereignisse beim sogenannten Blutmai. Ausgelöst wurden die Unruhen durch die kommunistische und sozialdemokratische Presse, welche die Stimmung wechselseitig in die Höhe putschten und damit der Arbeiterbewegung reichsweit schweren Schaden zufügte.
Das Wahlergebnis in Sachsen hätte nach einer Analyse des SPD-Reichstagsabgeordneten Ludwig Quessels für die Parteiführung sowie die Redakteure des Sozialdemokratischen Pressedienstes ein „zur Einsicht und Umkehr mahnendes Kennzeichen“ sein müssen. Letztlich stimmte bei der Reichstagswahl vom 31. Juli 1932 jeder vierte Arbeiter für die NSDAP. Nach der nationalsozialistischen Machtübernahme erschien der Pressedienst kurze Zeit unter dem Titel Deutscher Informationsdienst, bevor er am 21. April 1933 eingestellt wurde.

### Bundesrepublik
Mit dem Ende des Zweiten Weltkriegs begann ein neues Kapitel der SPD-Mediengeschichte. Eine der wichtigsten Aufgaben der Parteileitung war es zunächst, Verhandlungen mit den Besatzungsmächten über Wiedergutmachung und Rückerstattung der von den Nationalsozialisten enteigneten Besitztümer zu führen. Dies gelang mit Erfolg: Insgesamt erhielt die Partei Werte von 20 Millionen Mark zurück. Nach den Vermögensrückgaben startete die SPD mit 140 Unternehmen in der Verlags- und Druckereibranche. Anfang 1947 besaß die Partei bereits wieder 17 Zeitungen mit einer Auflage von 2,5 Millionen Exemplaren.
Die Initiative zur Neugründung des zentralen Sozialdemokratischen Pressedienstes ging von dem SPD-Politiker und Journalisten Fritz Sänger aus. Als Chefredakteur der von der britischen Militärregierung herausgegebenen Braunschweiger Neuen Presse, später Braunschweiger Zeitung, hatte er Zugang zu Nachrichten und Papier. In der ersten Nummer vom 7. Mai 1946, herausgegeben in Braunschweig unter einer Schließfachnummer, wurde ohne weitere Einleitung die Pressearbeit zum ersten SPD-Nachkriegsparteitag aufgenommen, der am 8. Mai 1946 stattfand.
Kernpunkt der Berichte zur eigenen Parteipolitik bildete zu dieser Zeit die Forderung nach Verstaatlichung zur Lösung der Wirtschaftsprobleme in allen Bereichen. Offen legten die Beiträge des Pressedienstes dar, dass die Parteipropaganda der SPD in Westdeutschland nicht wirke, und dass die Sozialisierungsvorstellungen der SPD gegenüber den „von der amerikanischen Besatzungsmacht unterstützten, kapitalistischen Kräften nicht zum Zuge“ kam.
Ende September 1946 verlegte die Redaktion ihren Sitz direkt in das Gebäude des Parteivorstandes nach Hannover und änderte die Taktik. Inhaltlich wurde der Pressedienst mit den neuen Reihen „Volks-Wirtschaft“ und „Feuilleton“' erweitert. Dazu gab der Pressedienst den ausdrücklichen Wunsch des Parteivorstands weiter, dass fortan „vor allem der Unterhaltungsteil in allen sozialdemokratischen Zeitungen auf hohem Niveau stehen“ müsse. Das Jahrbuch der SPD von 1947 bezeichnete den Sozialdemokratischen Pressedienst erstmals offiziell als „wesentliches Sprachrohr des Parteivorstands“.
Anfang 1947 gründete der damalige SPD-Schatzmeister Alfred Nau im Auftrag der Parteileitung die Sozialdemokratischer Pressedienst GmbH mit Sitz in Bonn, welche er in die 1946 erschaffene Konzentration GmbH integrierte. Durch die Umwandlung in eine GmbH sollte eine wirtschaftliche Unabhängigkeit erreicht werden. Auf Dauer konnte sich der Sozialdemokratische Pressedienst jedoch nicht durch Abonnenten finanzieren, zumal die Mehrheit der Abnehmer stets parteieigene oder parteinahe Medien waren. Bis zu seinem Ende konnte der Pressedienst nur mittels organisierter Abnahmen sowie direkter Subventionen durch die Partei und Bundesfraktion am Leben erhalten werden.
Mitte der 1950er Jahre gehörten zum Medienimperium der SPD 26 Zeitungsverlage und 30 Druckereien mit zusammen 15.000 Beschäftigten. Hinzu kamen Buch- und Zeitschriftenverlage, Buchhandlungen und andere Unternehmungen. Dazu ließ der Parteivorstand im Jahr 1956 offiziell verlauten: „Nach wie vor ist jede zehnte Zeitung, die die Rotationsmaschinen verlässt, ein der SPD verbundenes Blatt.“ Abgespaltet vom Sozialdemokratischen Pressedienst publizierte die SPD von 1958 bis 1998 zusätzliche Kommentardienste mit wechselnden Titelbezeichnungen:
- Pressemitteilungen und Information der SPD (1958–1976)
- Sozialdemokraten – Service, Presse, Funk, TV (1976–1986)
- Service der SPD für Presse, Funk, TV (1986–1989)
- Presseservice der SPD (1989–1998)

Diese Produkte lieferten kurze Informationen für Presse, Funk und Fernsehen. Veröffentlicht wurden darüber auch programmatische Dokumente sowie vorgefertigte Interviews und Stellungnahmen sozialdemokratischer Politiker für Print- und Hörmedien.
Mit der zunehmenden Anzahl an Medieninformationen ging die Trennungslinie zwischen Informationen für die Presse und Öffentlichkeit, allgemeinen Informationsmaterial für parteiinterne Unterrichtung, oder speziellen Agitationshilfen für Funktionsträger der SPD verloren. Die Wechsel und fließenden Übergänge zwischen Presse- und Informationsdienst warfen die grundlegende Frage auf, inwieweit eine Trennung der Informationen über die eigene politische Arbeit in traditioneller Weise mit Mitteilungen für die Presse, internen Informationen und Informationendiensten für die Öffentlichkeit überhaupt noch vorhanden waren. Ein charakteristisches Beispiel dafür stellte die vom Pressedienst ab 1961 herausgegebene Bonner Depesche dar, ein staatspolitischer Wochenspiegel, der aktuelle Nachrichten, Kommentare und Beiträge hochrangiger sozialdemokratischer Politiker mit Illustrationen, Quellenabdruck im Wortlaut, Personalnachrichten, und nicht zuletzt Arbeitshilfen für die Parteibasis vereinte.
Im Jahr 1971 fügte die Partei ihre Medienunternehmen und Beteiligungen zu einem konzernähnlichen Gebilde zusammen. Als Schaltstelle des SPD-Medienimperiums nahm die Deutsche Druck- und Verlagsgesellschaft (DDVG) ihre Arbeit auf. Diese Beteiligungsgesellschaft befindet sich seit ihrer Gründung zu 100 % im Eigentum der SPD und engagiert sich heute in zahlreichen Mediengattungen, wie Tageszeitungen, Anzeigenblätter, Online, Apps, Digital Signage, TV-Produktion, Hörfunk. Das Stammkapital der Sozialdemokratischer Pressedienst GmbH in Höhe von 100.000 DM hielt seit 1971 ebenfalls die DDVG.
Nach der deutschen Wiedervereinigung erstritt die SPD die Rückgabe zahlreicher Zeitungshäuser in Mitteldeutschland, darunter zählen heute Filetstücke wie die Leipziger Volkszeitung, Märkische Allgemeine, Dresdner Neueste Nachrichten, Ostsee-Zeitung. Zusätzlich gründete die DDVG in den neuen Bundesländern mehrere neue Verlage und erwarb eine Vielzahl von Medienbeteiligungen, womit innerhalb kurzer Zeit hohe finanzielle Verluste für die gesamte SPD-Presse eintraten.
Aufgrund der schlechten wirtschaftlichen Bedingungen im Osten Deutschlands und der dort stark verbreiteten Arbeitslosigkeit verzichteten viele Menschen in den neuen Ländern auf ein Zeitungsabonnement. Allgemein sank in den neuen Bundesländern die Auflage von Abonnementzeitungen zwischen 1991 und 1995 um rund 30 % und von Kaufzeitungen um fast 60 %. Zeitungseinstellungen und zunehmende Zusammenschlüsse von Redaktionen waren die Folge. Damit verlor der Pressedienst immer mehr Abonnenten und erwirtschafte über mehrere Jahre hinweg hohe Verluste. Im Jahr 1994 beschloss das SPD-Präsidium, die Sozialdemokratischer Pressedienst GmbH zu liquidieren.
Die letzte Ausgabe des Sozialdemokratischen Pressedienstes erschien am 31. Januar 1995. Nach Angabe der Friedrich-Ebert-Stiftung stellt der Pressedienst über einen Zeitraum von mehreren Jahrzehnten das einzige authentische Sprachrohr der Sozialdemokratischen Partei Deutschlands dar. Als wichtige Quelle enthält er verifizierbare Äußerungen der Partei, welche die offiziellen Meinungen des SPD-Vorstandes, der Bundestagsfraktion, der SPD-Arbeitsgemeinschaften sowie Kommissionen und ihrer gewählten Vorstandsmitglieder widerspiegeln. Als Nachfolger erschien ab Mai 1995 zunächst das Bonner Forum, das jedoch mit dem Umzug nach Berlin nicht weitergeführt wurde. Seit 1999 gibt die Partei auf Bundesebene als Presseservice den Fraktion. INTERN. Informationsdienst der SPD. heraus.

## Bekannte Mitarbeiter
- Adolf Braun (1862–1929), Chefredakteur und Politiker
- Heinrich Limbertz (1874–1932), Politiker
- Friedrich Stampfer (1874–1957), Reporter und Politiker
- Eugen Prager (1876–1942), Redakteur
- Wilhelm Sollmann (1881–1951), Redakteur und Politiker
- Karl Höltermann (1884–1955), Redakteur
- Edmund Goldschagg (1886–1971), Redakteur
- Jakob Altmaier (1889–1963), Redakteur und Politiker
- Alfred Dang (1893–1956), Redakteur
- Richard Borowski (1894–1956), Politiker
- Friedrich Ebert junior (1894–1979), Redakteur
- Erich August Alfringhaus (1897–1940), Chefredakteur
- Wilhelm Korspeter (1897–1967), Politiker
- Peter Raunau (1902–1982), Chefredakteur[37][38]
- Erich Gottgetreu (1903–1981), stellvertretender Chefredakteur
- Herbert Kriedemann (1903–1977), Politiker
- Will Schaber (1905–1996), Redakteur
- Erich Klabunde (1907–1950), Reporter und Politiker
- Günter Markscheffel (1908–1990), Chefredakteur und Politiker
- Erich Arp (1909–1999), Politiker
- Alfred Kubel (1909–1999), Politiker
- Kurt Hirsch (1913–1999), Redakteur
- Martin Hirsch (1913–1992), Jurist und Politiker
- Adolph Rastén (1913–1993), Redakteur
- Friedrich Regitz (1925–1971), Redakteur und Politiker
- Siegfried Aufhäuser (1884–1969), USA-Korrespondent [39]
- Curt Geyer (1891–1967), Redakteur